# Вашингтон, Тони Линн
Тони Линн Вашингтон (англ. Toni Lynn Washington), урождённая  Дороти Элен Лик (англ. Dorothy Helen Leak); род. 6 декабря 1937, Саутерн-Пайнс, Северная Каролина, США) — американская блюзовая певица, автор песен. Номинант Blues Music Awards в номинациях «Исполнительница соул-блюза» (1996, 2001—2005, 2016), «Исполнительница современного блюза» (1997, 1998) .

## Биография
Родилась в Северной Каролине, петь начала ребёнком в баптистской миссионерской церкви Св. Иоанна в Роксбери. Слушая по радио Дорис Дэй, Фрэнка Синатру, Эллу Фицджеральд она подпевала им, выучив их песни. Впервые выступила в детстве, попросившись на сцену к выступавшей группе и исполнив песню Рут Браун. Никакого музыкального образования певица не получала, по её словам: «Я не играю музыку, не пишу музыку и не читаю ноты. Единственное, что я умею делать, это петь» .
Около 1950 года семья перебралась в Бостон, и певица, будучи подростком, тайком пробиралась в клубы для выступлений. После окончания школы вышла замуж за военнослужащего ВМС США, и в течение нескольких лет семья переезжала с базы на базу (Новый Орлеан, Пенсакола, Флорида, Норфолк, Виргиния), и в каждом месте Тони Линн Вашингтон находила клубы, где могла петь и зарабатывать небольшие деньги. С этими выступлениями росла и её популярность. Наконец в Новом Орлеане был в 1966 году небольшой компанией KON-Ti был выпущен сингл певицы «Dear Diary»/«Breaking Lovers Hearts». Вскоре после этого её пригласили отправиться в тур с Sam&Dave и другими исполнителями R&B, что в конечном итоге привело к большему количеству возможностей. Последовав за мужем, которого отправили в Лос-Анджелес, он присоединилась к местной группе Sound 70. В начале 1970-х певицу выбрали для выступлений перед военнослужащими во Вьетнаме в составе шоу Bob Hope Presents. По окончании войны в 1975 году она ненадолго присоединилась к женскому квартету бывших бэк-вокалисток Рэя Чарльза, который выступал на Западном побережье и в Лас-Вегасе, но вскоре развелась, и вернулась в Бостон. По возвращении в Бостон в начале 1980-х она сделала перерыв в карьере, затем начала петь в клубах и вскоре, пройдя прослушивание, присоединилась к группе Boston Baked Blues, а затем создала свою собственную группу с помощью местного музыканта и клавишника Брюса Бирса . В 1995 году вышел её первый альбом и в 1996 году певица впервые получила номинацию Blues Music Awards. Вторая половина 1990-х и первая половина нулевых принесли ещё три успешных альбома и несколько номинаций. В 2003 году группа распалась, но певица продолжила постоянную работу, выступая на различных площадках, фестивалях как в США, так и в Европе. В 2015 году Тони Линн Вашингтон записала на собственном лейбле альбом I Wanna Dance и снова номинировалась на звание лучшей певицы соул-блюза .
Тони Линн Вашингтон живёт в Бостоне и до сих пор выступает. Последняя её запись на сегодняшний день - песня «Faith», вышедшая 6 декабря 2024 года, в день 87-летия певицы и предваряющая выход альбома, на котором содержатся кавер-версии различных госпел-песен, включая «I'm Going Up to Heaven to See the King», которую певица пела в раннем детстве в церкви. Также на альбоме есть кавер-версии песни группы ZZ Top «Jesus Just Left Chicago» и Боба Дилана «Are You Ready» .
У певицы четверо детей  .  
«На протяжении большей части семи десятилетий она выступала с группами, исполнявшими госпел, биг-бэндами, исполнявшими ду-воп, поп-музыку 1950-х, рок, соул, джаз, ритм-н-блюз — всё и вся». 

## Дискография
- Blues at Midnight (1995, Tone-Cool Records)
- It's My Turn Now (1997, Tone-Cool Records) [6]
- Good Things (2000, Tone-Cool Records)
- Been So Long (2003, NorthernBlues Music)
- I Wanna Dance (2015,  Regina Royale Records)